# Pseudocapillaria salvelini
Espèce
Synonymes
- Capillaria salvelini Polyansky, 1952 (protonyme)[1]
- Capillaria baicalensis Ryzhikov & Sudarikov, 1953[2]
- Capillaria coregoni Shulman-Albova, 1953[2]
- Capillaria curilica Zhukov, 1960[2]

Pseudocapillaria salvelini est une espèce de nématodes de la famille des Capillariidae et parasite de poissons.

## Description
L'espèce est redécrite et illustrée par le parasitologiste tchèque František Moravec en 1980. Le corps compte deux bandes bacillaires latérales, le stichosome compte 26 à 35 stichocytes.

## Hôtes
Pseudocapillaria salvelini a une répartition holarctique, et parasite l'intestin, le cæcum pylorique et l'estomac de poissons. En Europe, il été exclusivement trouvé chez les Salmoninae (saumons, truites et ombles), et si ces poissons restent les hôtes principaux, dans le reste du Paléarctique et en Amérique du Nord P. salvelini parasite aussi les ombres (Thymallinae), les chabots (Cottidae) et d'autres familles. Les hôtes répertoriés sont les espèces suivantes,, :
- Cottidae
  - Batrachocottus baicalensis
  - Chabot piquant (Cottus asper)
  - Chabot visqueux (Cottus cognatus)
  - Cottus szanaga
- Cyprinidae
  - Hemiculter leucisculus
  - Phoxinus lagowski
  - Vairon des marais (Rhynchocypris percnurus)
- Esocidae
  - Grand brochet (Esox lucius)
- Lotidae
  - Lote de rivière (Lota lota)
- Salmonidae
  - Brachymystax lenok
  - Grand corégone (Coregonus clupeaformis)
  - Corégone nez (Coregonus nasus)
  - Corégone pidschian (Coregonus pidschian)
  - Saumon de Sibérie (Hucho taimen)
  - Saumon rose à bosse (Oncorhynchus gorbuscha)
  - Saumon argenté (Oncorhynchus kisutch)
  - Saumon du Japon (Oncorhynchus masou)
  - Truite arc-en-ciel (Oncorhynchus mykiss)
  - Truite biwa (Oncorhynchus rhodurus)
  - Saumon royal (Oncorhynchus tshawytscha)
  - Éperlan arc-en-ciel (Osmerus mordax)
  - Ménomini rond (Prosopium cylindraceum)
  - Truite marbrée (Salmo marmoratus)
  - Truite à lèvres molles (Salmo obtusirostris oxyrhynchus)
  - Saumon atlantique (Salmo salar)
  - Truite fario (Salmo trutta fario)
  - Salvelinus albus
  - Omble chevalier (Salvelinus alpinus)
  - Omble de fontaine (Salvelinus fontinalis)
  - Omble à taches blanches (Salvelinus leucomaenis)
  - Omble Dolly Varden (Salvelinus malma)
  - Omble du Canada (Salvelinus namaycush)
  - Omble hybride S. fontinalis × S. namaycush
  - Salvelinus neiva
  - Inconnu (Stenodus leucichthys nelma)
  - Ombre arctique (Thymallus arcticus)
  - Ombre commun (Thymallus thymallus)
- Siluridae
  - Parasilurus asotus

## Taxinomie
L'espèce est décrite en 1952 par le protistologiste russe Yuri Polyansky, sous le protonyme Capillaria salvelini, qui la trouve chez l'Omble chevalier (Salvelinus alpinus), puis est placée dans le genre Pseudocapillaria et le sous-genre Ichthyocapillaria par František Moravec en 1982 dans sa révision des Capillariidae,.